# 변승윤
변승윤(邊承潤, 1976년 1월 16일 ~ )은 대한민국의 희극 배우이다. 2005년 KBS 20기 공채 개그맨으로 데뷔하였다. 주로 노홍철 성대모사나 중국어 개그를 한다.

## 학력
- 동아방송예술대학교 방송연예과

## 영화
MBC 수목드라마 7급공무원
SBS 월화드라마 절대그이
그 외 코미디 영화.
- 바리바리 짱
- 챔피언 마빡이(실장역)

## 방송
- KBS2 - 《개그콘서트》
  - 〈국내최초 세계최초〉
  - 〈풀하우스〉큰아들 캐릭
  - 〈슈퍼스타 KBS〉
  - 〈봉숭아 학당〉
  - 〈주먹이 운다〉
  - 〈사운드 오브 드라마〉
  - 〈방송과의 전쟁〉
  - 〈어제 온 관객 오늘 또 왔네〉
  - 〈성공시대〉 성공남 캐릭
  - 〈상상형제〉 형 캐릭 동생 박성광
  - 〈공포의 외인구단〉
  - 〈까다로운 변선생〉
  - 〈토이스토리〉
  - 〈초고속 카메라〉
  - 〈우리 사이에〉
  - 〈멘붕스쿨〉교장선생님 캐릭
  - 〈전설의 레전드〉입밴드 캐릭
  - 〈귀막힌 경찰서〉
  - 〈대륙의 별〉
  - 〈리액션 야구단〉
  - 〈장군〉
- SBS - 《도전 1000곡》

- tvN - 《코미디빅리그》
  - <타짜:깡패PD곽철용>

## 같이 보기
- 유튜브 변승유니크